# Ithaca (Paula Cole)
Ithaca è il quinto album in studio della cantautrice statunitense Paula Cole, pubblicato nel 2010.

## Tracce
Tutti i brani sono stati scritti da Paula Cole tranne dove indicato.
1. The Hard Way – 6:05
2. Waiting on a Miracle – 5:03
3. Music in Me – 4:02
4. Elegy – 4:50
5. Come on Inside – 4:54
6. P.R.E.N.U.P. – 2:52
7. Violet Eyes – 4:37
8. Somethin' I've Gotta Say (Cole, Kevin Barry) – 4:26
9. Sex – 8:10
10. 2 Lifetimes – 3:24